# Tranzschelia pruni-spinosae

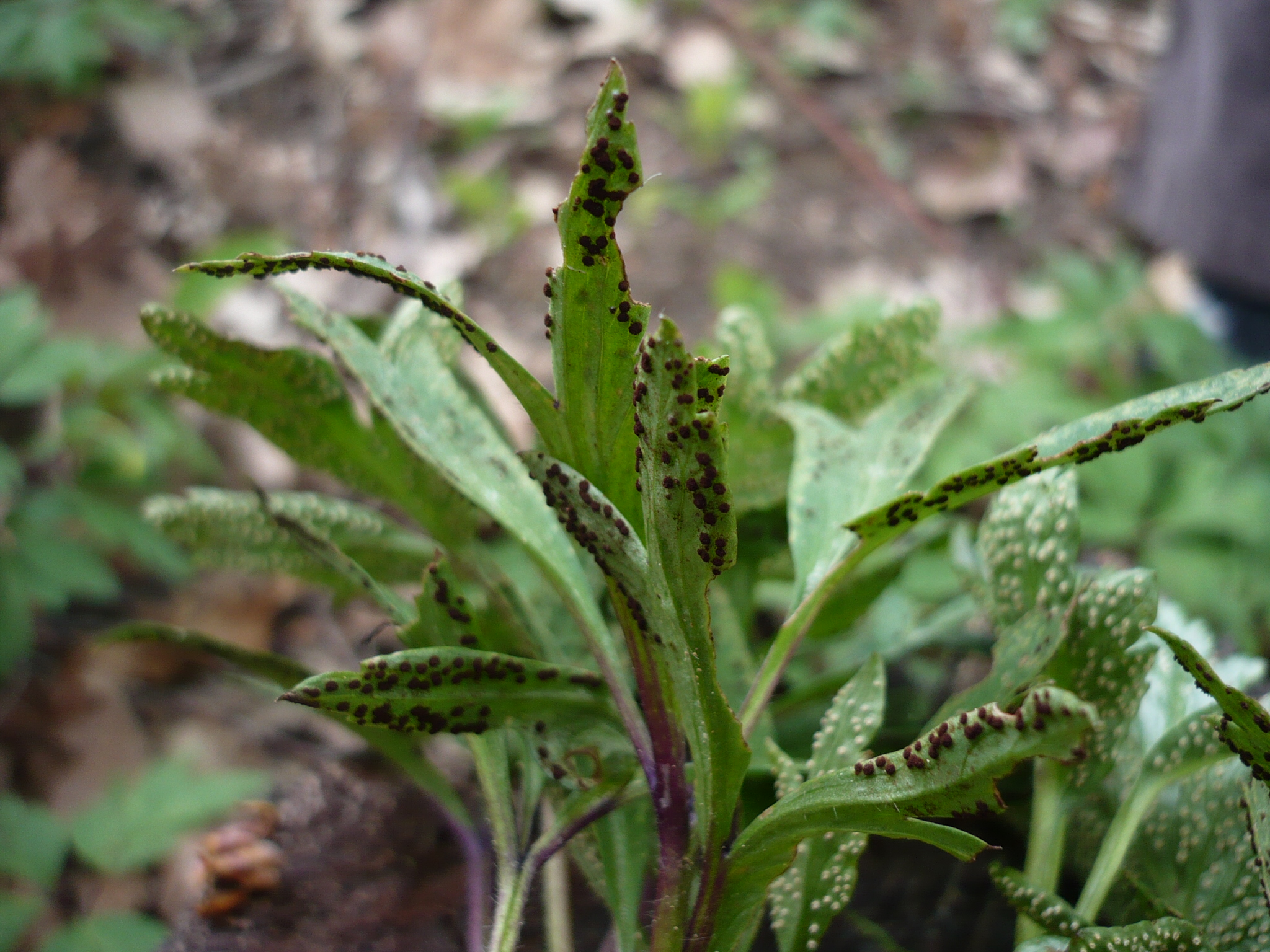
Spermogonia na liściu zawilca

Tranzschelia pruni-spinosae (Pers.) Dietel – gatunek grzybów z rzędu rdzowców (Pucciniales). Wywołuje rdzę śliwy.

## Systematyka i nazewnictwo
Pozycja w klasyfikacji według Index Fungorum: Tranzschelia, Tranzscheliaceae, Pucciniales, Incertae sedis, Pucciniomycetes, Pucciniomycotina, Basidiomycota, Fungi.
Po raz pierwszy takson ten w 1801 r. opisał Christiaan Hendrik Persoon, nadając mu nazwę Puccinia pruni-spinosae. Obecną, uznaną przez Index Fungorum nazwę, nadał mu w 1922 r. Paul Dietel.
Ma 13 synonimów. Niektóre z nich:
- Tranzschelia pruni-spinosae var. americana López-Franco & J.F. Hennen 1990
- Tranzschelia pruni-spinosae var. typica E. Fisch. ex Dunegan 1938[3].

## Morfologia i rozwój
Tranzschelia pruni-spinosae to pasożyt dwudomowy, którego cykl rozwojowy odbywa się na dwóch gatunkach żywicieli. Jest też gatunkiem pełnocyklicznym, wytwarzającym wszystkie typowe dla rdzowców rodzaje zarodników. Pierwszym żywicielem są niektóre gatunki roślin z rodzaju zawilec. W Polsce jest nim zawilec żółty (Anemone ranunculoides). Na jego liściach wiosną tworzą się pomarańczowożółte spermogonia, a później ecja. Powstające w ecjach ecjospory dokonują infekcji pierwotnej śliw. Powstające na liściach śliw urediniospory dokonują infekcji wtórnych rozprzestrzeniających chorobę. Jesienią na porażonych liściach śliw powstają telia wytwarzające przetrwalnikowe teliospory. Wiosną kiełkując tworzą one bazydiospory. Roznoszone przez wiatr dokonują infekcji na zawilcach. Patogen może jednak rozwijać się bez udziału zawilców. Grzybnia zimująca na jednorocznych pędach śliw może bowiem tworzyć urediniospory dokonujące infekcji śliw.
Spermogonia powstają na obydwu stronach liści zawilca. Są małe, w stanie dojrzałym brązowe lub czarne. Ecja jasnobrązowe, liczne, rozproszona na całej spodniej stronie liścia, miseczkowate, o brzegach podzielone na kilka pasków, wywinięte na zewnątrz. Porażone rośliny zawilca bledną, ich liście są zwężone i rosną sztywno w gór. Urediniospory jednokomórkowe, 20-38 × 12-28 µm. Teliospory 30-45 × 18-28 µm, dwukomórkowe. Nie powstają w pęczkach, lecz pojedynczo, obie ich komórki mają jednakowy kształt i kolor i obie są silnie brodawkowate, pora rostkowa górnej komórki znajduje się dokładnie na wierzchołku.
Tranzschelia pruni-spinosae jest monofagiem. W Europie spermogonia i ecja powstają na zawilcu wieńcowym (Anemone coronaria) i zawilcu żółtym (Anemone ranunculoides), uredia i telia tylko na śliwach (Prunus): argentea, armeniaca, avium, brigantina, cerasifera, cerasus, cocomilia, davidiana, domestica, dulcis, fruticosa, mahaleb, padus, persica, pumila, serotina, spinosa, tenella, virginiana.
Jest atakowana przez nadpasożyta Tuberculina persicina.